# Фонтене-ле-Конт (город)
Фонтене-ле-Конт (фр. Fontenay-le-Comte) — коммуна на западе Франции, регион Пеи-де-ла-Луар, департамент Вандея, центр округа Фонтене-ле-Конт и кантона Фонтене-ле-Конт. Расположена в 54 км к юго-востоку от Ла-Рош-сюр-Йона и в 48 км к северо-западу от Ла-Рошели, в 6 км от автомагистрали А83, на берегу реки Вандея.
Население (2020) — 13 138 человек.

## История
Обнаруженное на территории множество кремниевых изделий показывает, что это место было заселено очень давно. Название поселения, несомненно, объясняется наличием здесь брода, позволяющего пересечь Вандею. В галло-римский период эта территория, как и вся нынешняя Вандея, относилась к территории галльского племени пиктонов и входила в провинцию Аквитания.
Первое упоминание о городке Фонтене встречается в Нантской хронике и относится к 841 году. В хронике говорится, что Рено д’Эрбо, граф Пуатье, и Ламбер II, граф Нантский, собрали здесь свои армии, чтобы выступить на помощь королю Аквитании Карлу Лысому против его брата, императора Лотаря I. В Средние века, как и другие города, он получил средства защиты: мощный замок, прочные стены и рвы, от которых остались только руины.
До XII город принадлежал графам Пуатье, затем отошел французской короне. В 1241 году он стал собственностью Альфонса де Пуатье, брата короля Людовика IX. Именно с этого времени в его названии появилось окончание ле-Конт. После смерти этого принца 21 августа 1271 года город вернулся к короне, Филипп Смелый вступил во владение и отправился в Фонтене в том же году. В это же время Фонтене-ле-Конт стал столицей Нижнего Пуату.
Город пережил значительное экономическое развитие в Средние века благодаря суконной и кожевенной промышленности. Занятый англичанами в 1361 году, а затем отвоеванный 11 лет спустя французами во главе с Бертраном дю Гекленом, он сильно пострадал во время Столетней войны. 
Эпоха Возрождения стала для Фонтене-ле-Конта эпохой великолепия, когда были построены самые красивые здания города: шато Тер-Нёв, многочисленные особняки и символ города – фонтан Куатр-Тья. Его ярмарки этого периода также были известны своей репутацией. Процветала торговля лошадьми и мулами, которые очень ценились испанцами. 
1560 год знаменует собой начало распространения протестантизма в этой местности, и город стал ареной очень ожесточенной борьбы между католиками и гугенотами. В течение 25 лет Фонтене-ле-Конт был взят и отбит восемь раз, что нанесло городу значительный ущерб. Одна из таких осад завершилась взятием города герцогом де Монпансье в 1575 году. В мае 1587 Генрих Наваррский осадил Фонтене и взял его штурмом.
21 декабря 1608 года Фонтене посетил кардинал Ришелье по дороге в Люсон, епископом которого он был. В 1621 году здесь ненадолго останавливался король Людовик XIII; по его приказу был разобран средневековый замок.
Отмена Нантского эдикта в 1685 году нанесла экономике города серьезный удар. Бегство многих гугенотов привело к тому, что он потерял большую часть своей торговли, особенно торговлей драпировками. Этот период является одним из самых мрачных в его истории и знаменует его упадок.
Французская революция стала поворотным моментом для города. 27 января 1790 года Национальное собрание постановило, что Фонтене-ле-Конт будет административным центром департамента в Западном Пуату, который будет называться Вандея. 1793 год не пощадил город. Расположенный на границе территории, охваченной Вандейским мятежом, он подвергается всевозможным несчастьям в результате революционных действий. Вандейцы захватили его 25 мая 1793 года; было казнено более 200 человек и еще большое количество заключенных умерли из-за отсутствия медицинской помощи. 11 июля в город вернулась республиканская власть, и на короткое время он стал называться Фонтене-ле-Пёпл, поскольку Национальный конвент хотел стереть все следы старого режима. Город остался республиканским и был опорным пунктом республиканцев в Вандейской войне. 
В 1804 году Наполеон I, посчитав Фонтене слишком смещенным от центра департамента и желая умиротворить Вандею, передал статус префектуры  новому городу Наполеона Ла-Рош-сюр-Йону. Фонтене-ле-Пёпл снова становится Фонтене-ле-Контом и получает статус субпрефектуры. 7 августа 1808 года император и его супруга Жозефина де Богарне провели день в Фонтене-ле-Конте по дороге из Испании.
Начиная со второй половины XIX века происходящий экономический подъем привел к тому, что Фонтене-ле-Конт начал развиваться за пределами своих стен. В город приходит железная дорога, закрытая в 1969 году. Во время Второй мировой войны Фонтене-ле-Конт находился на оккупированной территории. Город был освобожден в ночь с 1 на 2 сентября 1944 года. Генерал де Голль, президент Пятой республики, посетил город 20 мая 1965 года.

## Достопримечательности
- Шато Тер-Нёв XVI века в стиле Ренессанса
- Башня Риваллан 1880-1881 годов
- Фонтан Куатр-Тья 1542 года, символ города
- Руины средневекового замка
- Церковь Нотр-Дам XV-XVI веков в стиле пламенеющей готики
- Церковь Сен-Жан XV-XVII веков, перестроенная после повреждения в XIX веке
- Особняк Сенешоссе XVII века
- Многочисленные городские особняки периоды Ренессанса
- Музей Вандеи

## Экономика
Структура занятости населения:
- сельское хозяйство — 0,6 %
- промышленность — 13,2 %
- строительство — 5,5 %
- торговля, транспорт и сфера услуг — 39,5 %
- государственные и муниципальные службы — 41,2 %

Уровень безработицы (2019) — 14,7 % (Франция в целом —  12,9 %, департамент Вандея — 10,5 %). 

Среднегодовой доход на 1 человека, евро (2019) — 20 230 (Франция в целом — 21 930, департамент Вандея — 21 550).

## Демография
Динамика численности населения, чел.

## Администрация
Пост мэра Фонтене-ле-Конта с 2020 года занимает Людовик Окбон (Ludovic Hocbon). На муниципальных выборах 2020 года возглавляемый им правый список победил во 2-м туре, получив 44,13 % голосов (из трех списков).
| Период | Период | Фамилия          | Партия                                                            | Примечания |
| ------ | ------ | ---------------- | ----------------------------------------------------------------- | --- |
| 1965   | 1981   | Андре Форан      | Объединение в поддержку Республики Союз за французскую демократию | адвокат, член Генерального совета департамента, член Регионального совета Пеи-де-ла-Луар, депутат Национального собрания |
| 1981   | 1989   | Франсис Блош     | Объединение в поддержку Республики                                | врач, член Регионального совета Пеи-де-ла-Луар                                                                           |
| 1989   | 1995   | Андре Форан      | Союз за французскую демократию                                    | адвокат, член Регионального совета Пеи-де-ла-Луар                                                                        |
| 1995   | 2008   | Жан-Клод Ремо    | Социалистическая партия Разные левые Радикальная левая партия     | фармацевт, член Генерального совета департамента                                                                         |
| 2008   | 2014   | Юг Фураж         | Социалистическая партия                                           | директор Торгово-промышленной палаты, член Регионального совета Пеи-де-ла-Луар, депутат Национального собрания           |
| 2014   | 2020   | Жан-Мишель Лалер | Союз за народное движение Республиканцы                           | пенсионер, бывший государственный служащий                                                                               |
| 2020   |        | Людовик Окбон    | Республиканцы Разные правые                                       | садовод, менеджер, член Регионального совета Пеи-де-ла-Луар                                                              |

## Города-побратимы
- Гава, Буркина-Фасо
- Кревильенте, Испания
- Кротошин, Польша
- Диосиг, Румыния
- Палатин, США

## Знаменитые уроженцы
- Барнабе Бриссон (1531-1591), государственный деятель и юрист, председатель Парижского парламента.
- Франсуа Виет (1540-1603), крупный математик, основоположник символической алгебры
- Никола Рапен (1535-1608), поэт, один из авторов знаменитой «Менипповой сатиры»
- Огюстен Даниэль Бельяр (1769-1832), генерал, участник Наполеоновских войн

## Галерея

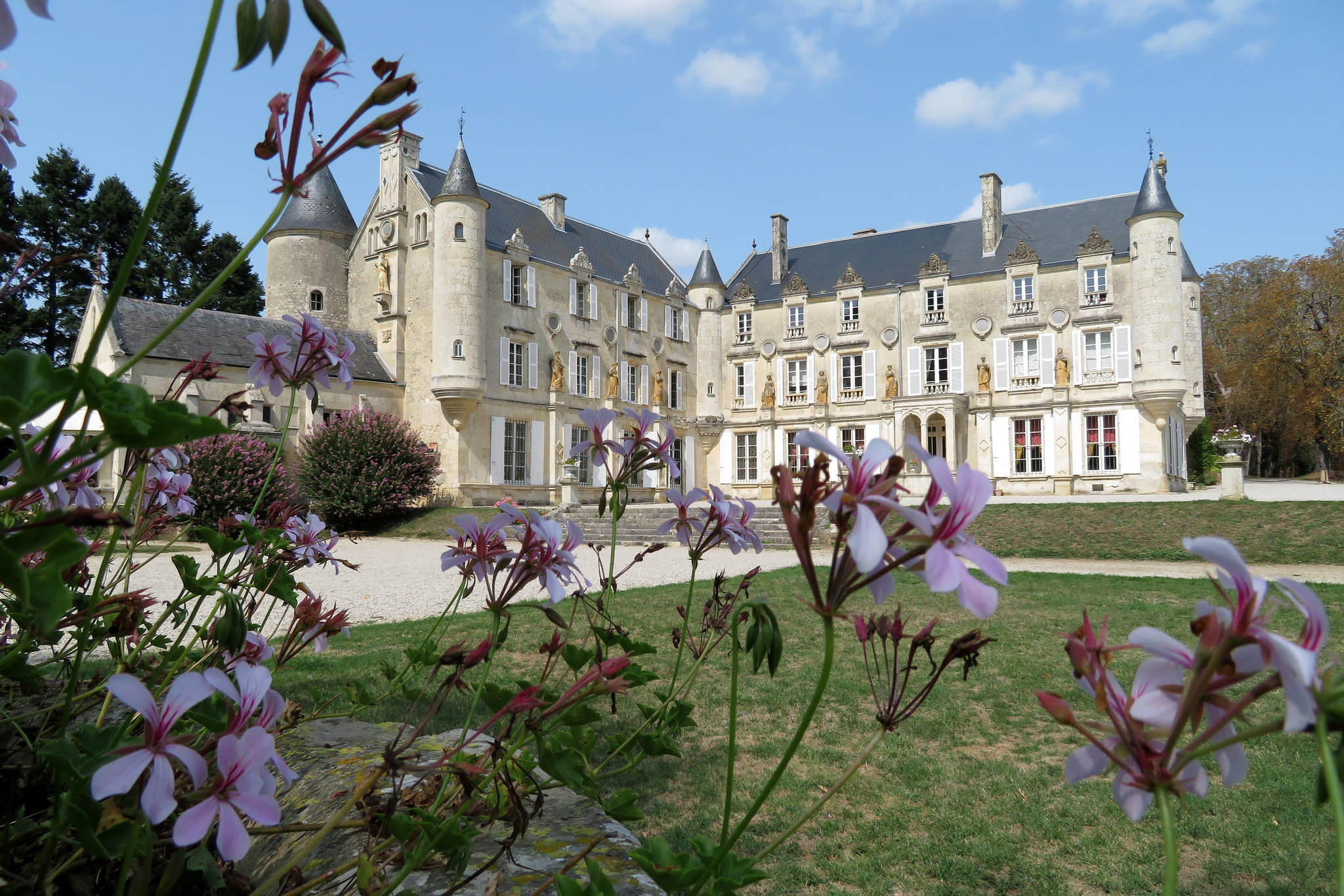
Шато Тер-Нёв
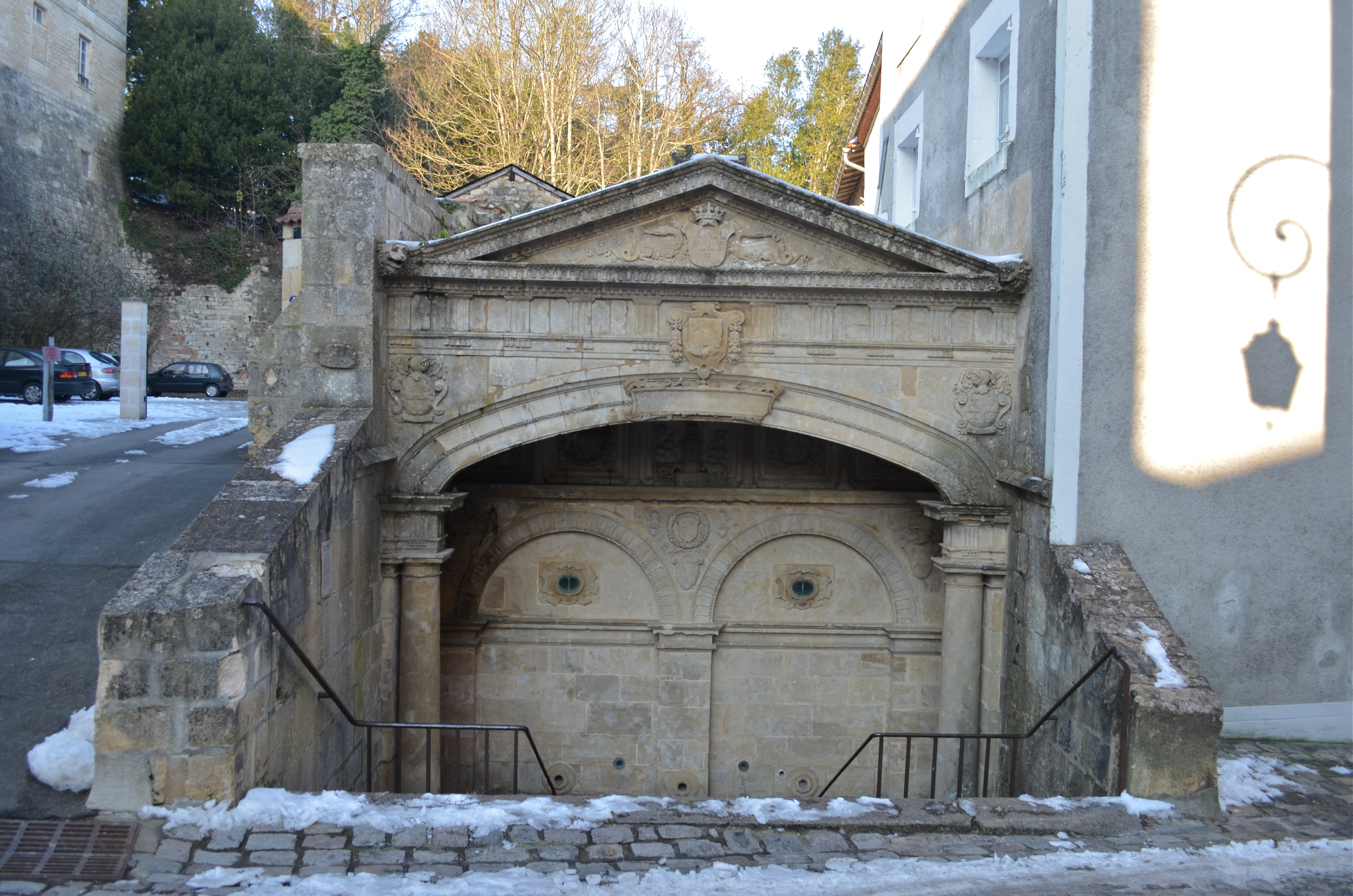
Фонтан Куатр-Тья
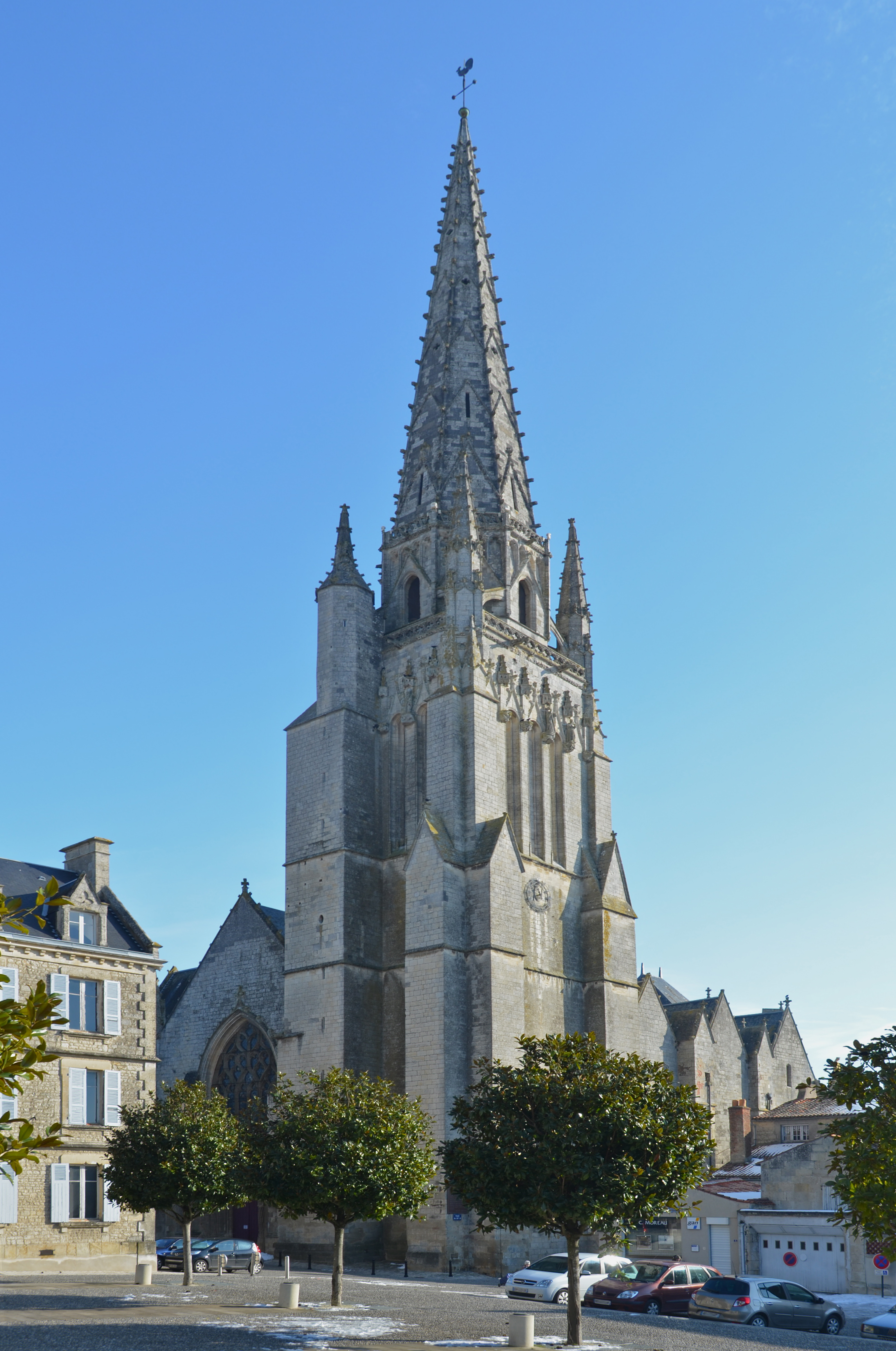
Церковь Нотр-Дам
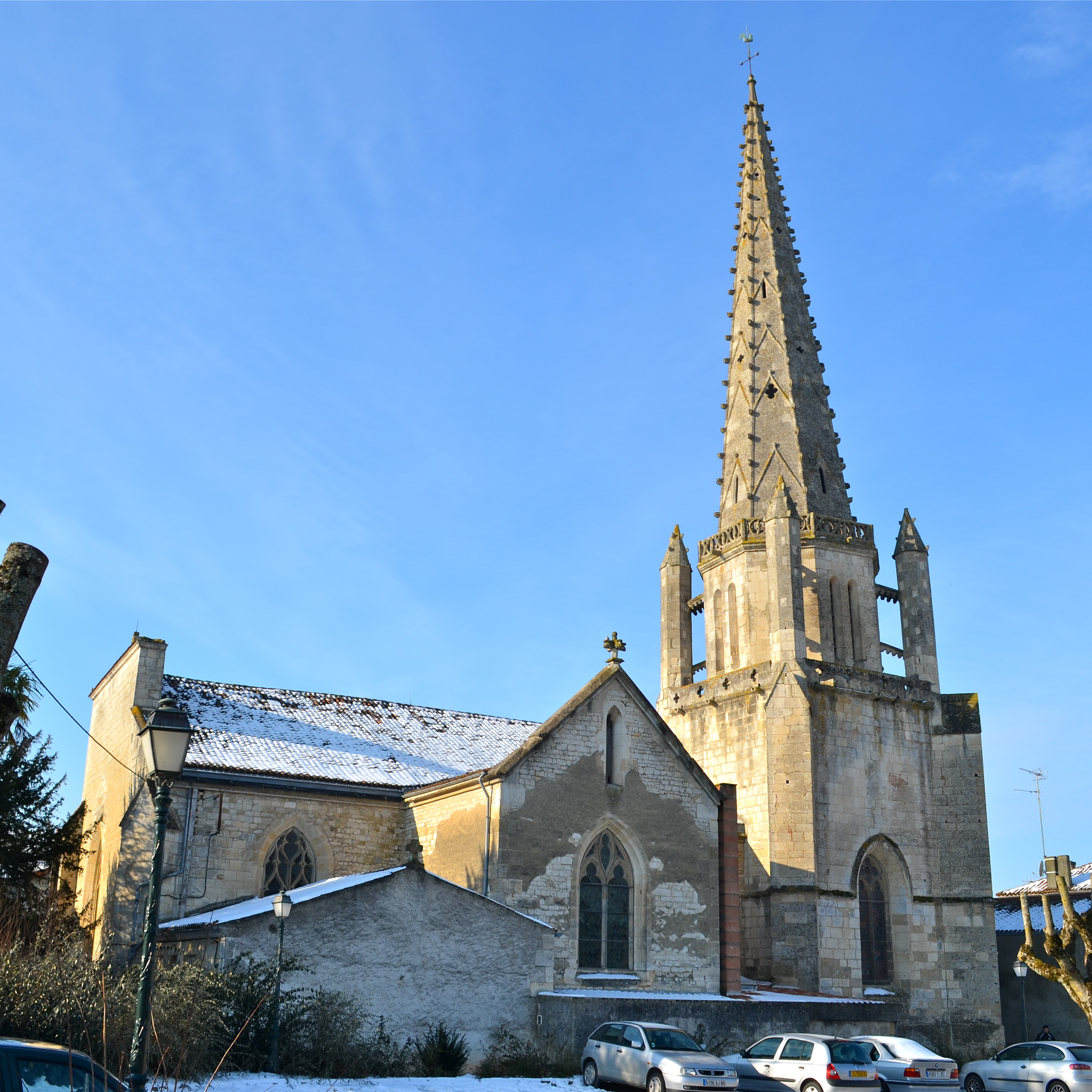
Церковь Сен-Жан
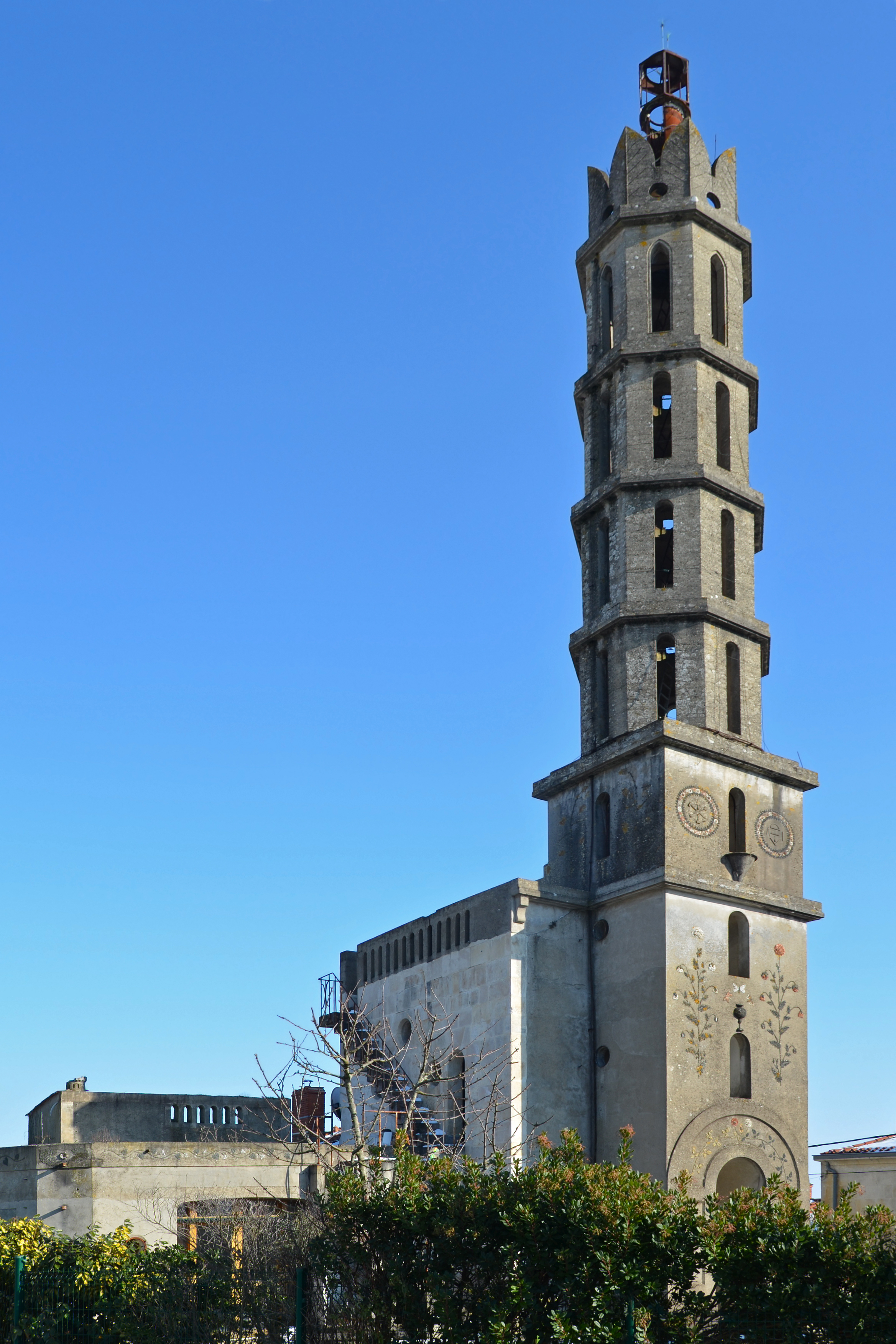
Башня Риваллан
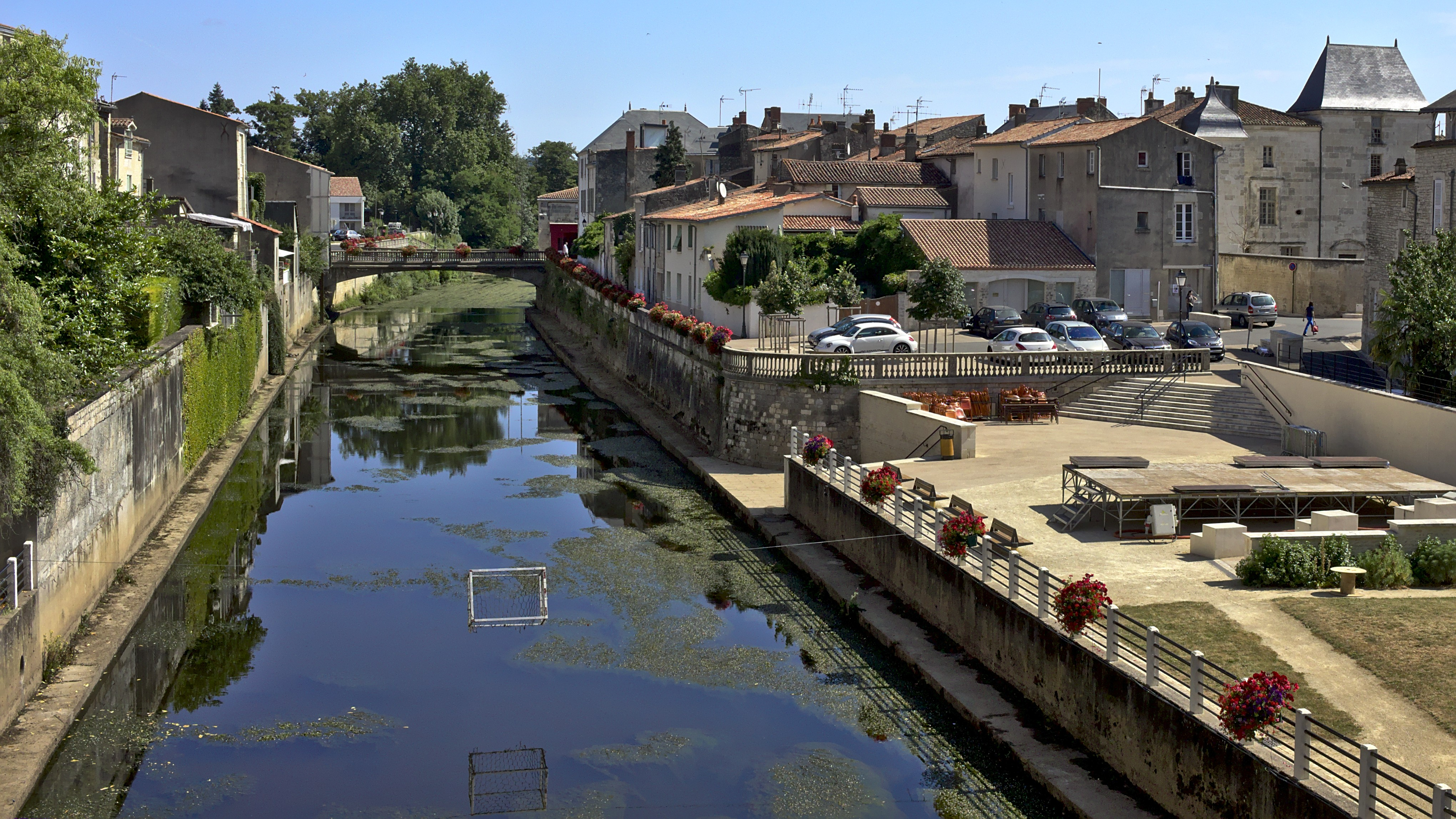
Мост Сардин через Вандею
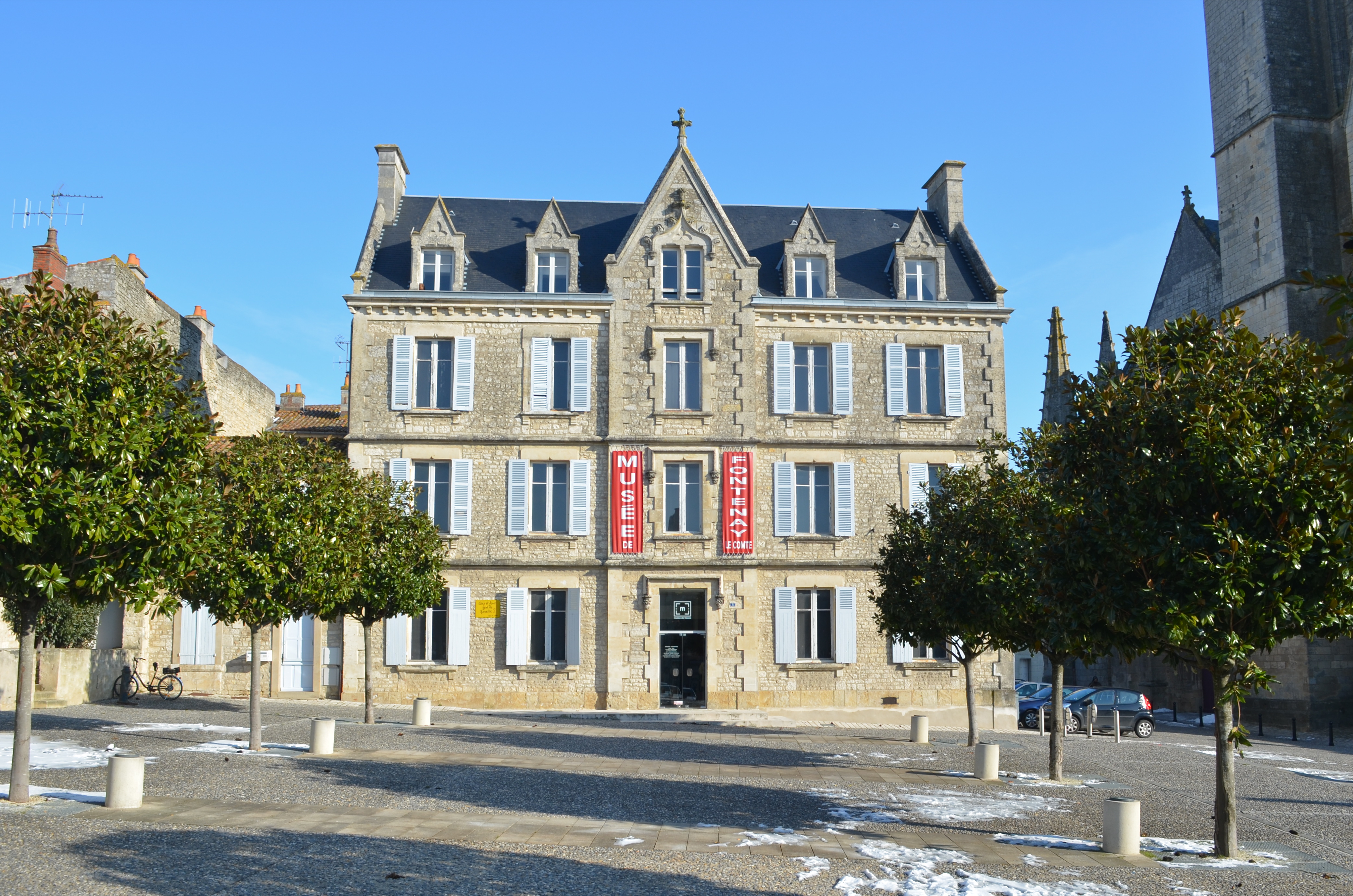
Музей Вандеи